# Diáspora(s) (revista)
Diásporas(s) fue una revista literaria cubana publicada a modo de samizdat entre los años 1997 y 2002, con la coordinación de los escritores Rolando Sánchez Mejías, Carlos A. Aguilera y Pedro Marqués de Armas. Alrededor de la revista se nuclearon, además de los mencionados, otros autores como Rogelio Saunders, Ricardo Alberto Pérez, Ismael González Castañer, José Manuel Prieto y Radamés Molina, todos integrantes del grupo Diáspora(s), un proyecto literario de filiación vanguardista fundado en La Habana en 1993. La revista Diáspora(s) se realizó desde los márgenes de la institucionalidad cultural cubana, y sus ocho números, hechos con un formato casi artesanal, circularon de manera informal en el campo intelectual habanero de los 90.

## Historia
Enmarcada dentro del contexto sociopolítico de finales de la década de los 90 en Cuba, Diáspora(s) surgió como un modo de entender la cultura a través de los presupuestos estéticos de la posmodernidad y del posestructuralismo. De esta manera elaboró una propuesta que rompió con los cánones establecidos dentro de la cultura cubana, así como con sus códigos simbólicos y sus esquemas de poder. Durante el tiempo en que la revista estuvo activa, se publicaron en sus números traducciones de autores relevantes y poco conocidos dentro del contexto cubano como Thomas Bernhard, Gilles Deleuze, Elias Canetti, Toni Negri, Joseph Brodsky y Jacques Derrida. Además de esto, la revista rehabilitó a autores cubanos que hasta entonces no se publicaban en los medios culturales oficiales debido a la censura ideológica como Heberto Padilla, Lorenzo García Vega o Guillermo Cabrera Infante. En el ámbito de la poesía, Diápora(s) tuvo interés en el neovanguardismo y en la poesía antilírica, y publicó algunos autores como Haroldo de Campos, Jean-Jacques Viton, Daniíl Jarms o Ernst Jandl.

## Colaboradores
Rolando Sánchez Mejía, Carlos A. Aguilera, Rogelio Saunders, Ricardo Alberto Pérez, Pedro Marqués de Armas, Ismael González Castañer, José Manuel Prieto, Lorenzo García Vega, Antonio José Ponte, Carmen Paula Bermúdez, Haroldo de Campos, Atilio Caballero, Liliane Giraudone, Gerardo Fernández Fé, José Kozer, Carlos M. Luis, Duanel Díaz Infante, Adriana Normand, Rito Ramón Aroche.